# Râul Pietrele Albe, Guțan
Râul Pietrele Albe este un curs de apă, afluent al râului Guțan. 

## Hărți
- Harta Județului Brașov